# Colton Dixon
Colton Dixon (né le 19 octobre 1991) est un auteur-compositeur-interprète américain de rock chrétien originaire de Murfreesboro, Tennessee.  

## Biographie
Colton Dixon est né le 19 octobre 1991 à Murfreesboro . En 2010, il gradue de l’école évangélique Middle Tennessee Christian School . En 2012, il participe à la onzième saison d'American Idol et arrive 7e .

## Performances lors d'American Idol
| Épisode                 | Thème                                                  | Chanson                                                                                | Artiste                        | Ordre # | Résultat   |
| ----------------------- | ------------------------------------------------------ | -------------------------------------------------------------------------------------- | ------------------------------ | ------- | ---------- |
| Audition                | Auditioner's Choice                                    | Permanent                                                                              | David Cook                     | N/A     | Advanced   |
| Hollywood Round, Part 1 | First Solo                                             | Only Hope                                                                              | Switchfoot                     | N/A     | Advanced   |
| Hollywood Round, Part 2 | Group Performance                                      | Not aired                                                                              | Not aired                      | N/A     | Advanced   |
| Hollywood Round, Part 3 | Second Solo                                            | What About Now                                                                         | Daughtry                       | N/A     | Advanced   |
| Las Vegas Round         | Chansons américaines des années 1950 Group Performance | Dedicated to the One I Love                                                            | The "5" Royales                | N/A     | Advanced   |
| Final Judgment          | Final Solo                                             | Fix You                                                                                | Coldplay                       | N/A     | Advanced   |
| Top 25 (13 Men)         | Personal Choice                                        | Decode                                                                                 | Paramore                       | 4       | Advanced   |
| Top 13                  | Stevie Wonder                                          | Lately                                                                                 | Stevie Wonder                  | 5       | Safe       |
| Top 11                  | Year They Were Born                                    | Broken Heart                                                                           | White Lion                     | 7       | Safe       |
| Top 10                  | Billy Joel                                             | Piano Man                                                                              | Billy Joel                     | 10      | Safe       |
| Top 9                   | Their Personal Idols                                   | Solo Everything                                                                        | Lifehouse                      | 1       | Safe       |
| Top 9                   | Their Personal Idols                                   | Trio Landslide / Edge of Seventeen / Don't Stop avec Phillip Phillips et Elise Testone | Fleetwood Mac / Stevie Nicks   | 3       | Safe       |
| Top 8                   | Chansons des années 1980                               | Duet Islands in the Stream avec Skylar Laine                                           | Kenny Rogers et Dolly Parton   | 3       | Safe       |
| Top 8                   | Chansons des années 1980                               | Solo Time After Time                                                                   | Cyndi Lauper                   | 7       | Safe       |
| Top 7                   | Chansons des années 2010                               | Solo Love the Way You Lie                                                              | Skylar Grey                    | 2       | Safe       |
| Top 7                   | Chansons des années 2010                               | Duet Don't You Wanna Stay avec Skylar Laine                                            | Jason Aldean et Kelly Clarkson | 6       | Safe       |
| Top 7                   | Songs from Now & Then                                  | Bad Romance                                                                            | Lady Gaga                      | 2       | Eliminated |
| Top 7                   | Songs from Now & Then                                  | September                                                                              | Earth, Wind & Fire             | 9       | Eliminated |

## Discographie

### Albums

#### Albums studio
| Titre                     | Détails | Classement | Classement | Classement   | Certifications | Ventes |
| Titre                     | Détails | US         | US Gospel  | US Christian | Certifications | Ventes |
| ------------------------- | --- | ---------- | ---------- | ------------ | -------------- | ------ |
| A Messenger               | - Date de sortie : 29 janvier 2013 - Label : 19/EMI CMG/Sparrow Records - Formats : CD, digital download   | 15         | 1          | 1            | - US           | - US   |
| Anchor                    | - Date de sortie : 19 août 2014 - Label : 19/EMI CMG/Sparrow Records - Formats : CD, digital download      |            |            |              | - US           | - US   |
| The Calm Before the Storm | - Date de sortie : 11 septembre 2015 - Label : 19/EMI CMG/Sparrow Records - Formats : CD, digital download |            |            |              | - US           | - US   |
| Identity                  | - Date de sortie : 24 mars 2017 - Label : 19/EMI CMG/Sparrow Records - Formats : CD, digital download      |            |            |              | - US           | - US   |

### Singles
| Année | Single  | Classement | Classement   | Ventes       | Album       |
| Année | Single  | US Christ  | US Christ AC | Ventes       | Album       |
| ----- | ------- | ---------- | ------------ | ------------ | ----------- |
| 2012  | You Are | 17         | 22           | - US : 68000 | A Messenger |

#### Singles promotionnels
| Année       | Titre      | Classement | Classement | Ventes       | Album |
| Année       | Titre      | US         | US Christ  | Ventes       | Album |
| ----------- | ---------- | ---------- | ---------- | ------------ | ----- |
| 2012        | Never Gone | 113        | 1          | - US : 28000 |       |
| A Messenger |            |            |            |              |       |

#### Autres chansons classées
| Année | Single               | Ventes      | Album       |
| ----- | -------------------- | ----------- | ----------- |
| 2013  | Love Has Come for Me | - US : 2000 | A Messenger |
| 2013  | Scars                | - US : 2000 | A Messenger |
| 2013  | Let Them See You     | - US : 1000 | A Messenger |
| 2013  | This Is Who I Am     | - US : 1000 | A Messenger |
| 2013  | I'll Be the Light    | - US : 1000 | A Messenger |
| 2013  | Rise                 | - US : 1000 | A Messenger |